# ألفرد تاكر
ألفرد تاكر (بالإنجليزية: Alfred Tucker) هو كاهن أنجليكاني أوغندي، ولد في 1849، وتوفي في 1914.